# Reihoku
Reihoku (jap. 苓北町 Reihoku-machi) – miasto w Japonii, w prefekturze Kumamoto, na wyspie Shimoshima. Według danych na rok 2020 miejscowość zamieszkiwało 7 114 mieszkańców , a gęstość zaludnienia wyniosła 105,3 os./km².